# Mugilogobius lepidotus
Mugilogobius lepidotus är en fiskart som beskrevs av Helen K. Larson 2001. Mugilogobius lepidotus ingår i släktet Mugilogobius och familjen smörbultsfiskar. Inga underarter finns listade i Catalogue of Life.